# Эккехард IV Санкт-Галленский
Эккехард IV Санкт-Галленский (нем. Ekkehard, Ekkehart, лат. Ekkehardus, Ekkehartus; около 980 — не ранее 21 октября 1056 или 1057) — средневековый хронист, церковный писатель и педагог, монах-бенедиктинец из Санкт-Галленского монастыря (Швейцария), автор «Истории Санкт-Галленского монастыря» (лат. Casus sancti Galli).

## Биография
Происхождение точно неизвестно; из намёков, содержащихся в его трудах, можно лишь заключить, что родился он примерно за два десятилетия до 1000 года, возможно, в Эльзасе, поскольку его брат Имо, служивший настоятелем Мюнстерского аббатства в Григориентале, являлся тамошним уроженцем. В ранней юности вступил в орден бенедиктинцев, приняв постриг в Санкт-Галленском монастыре, где учился у известного богослова Ноткера Губастого, возглавлявшего монастырскую школу при аббате Буркхарте II.

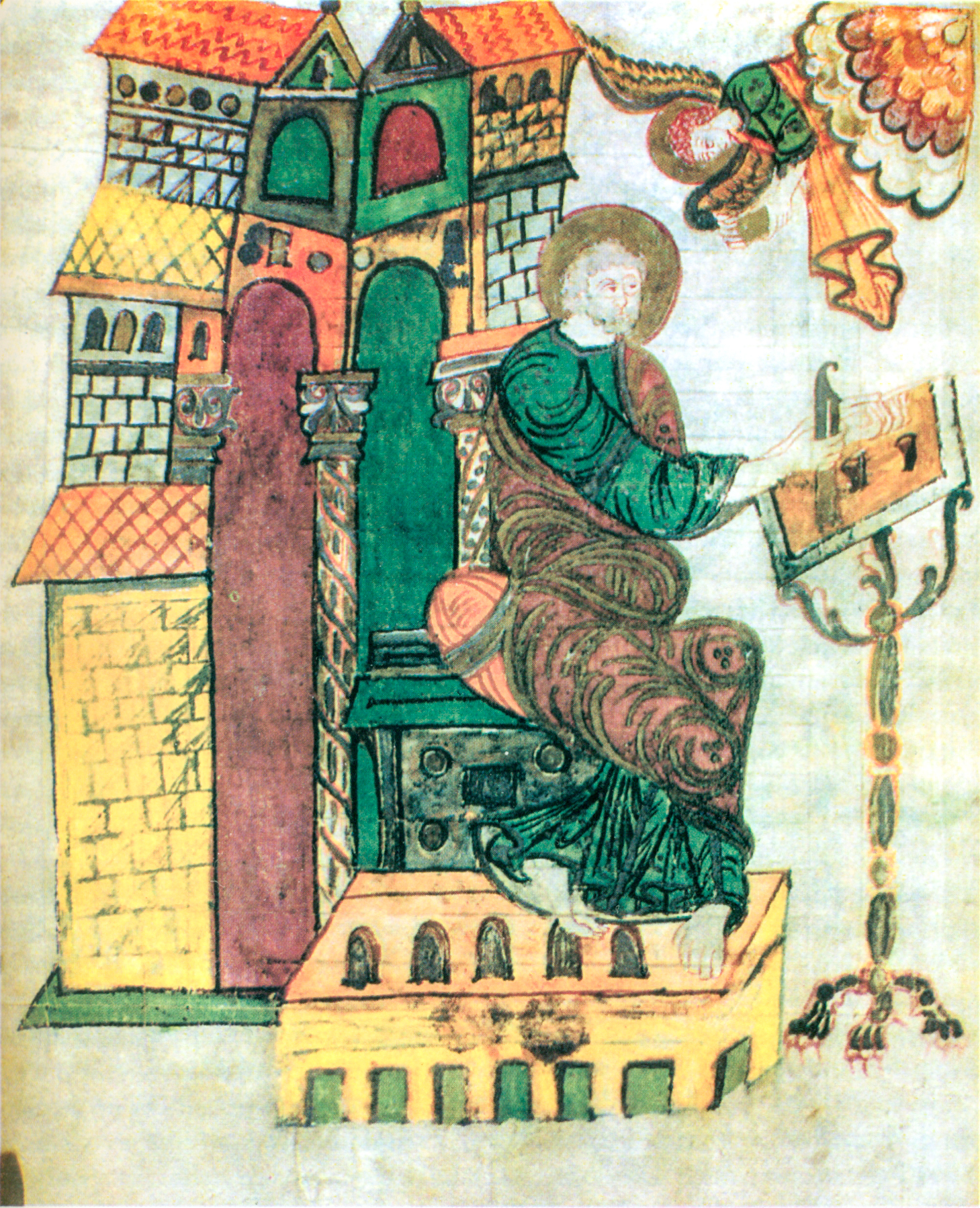
Евангелист Иоанн на фоне зданий Санкт-Галленского монастыря. Миниатюра рукописи X века

После 1022 года по приглашению архиепископа Арибо заведовал монастырской школой в Майнце, где переложил несколько латинских поэм, в том числе «Waltharius», принадлежащую перу санкт-галленского декана Экехарда I (ум. 973). Прославившись своей учёностью, на Пасху 1030 года удостоен был встречи с императором Конрадом II в Ингельхайме. Не позднее 1034 года, получив степень магистра, вернулся в Санкт-Галленское аббатство, и в течение многих лет возглавлял местную школу.
Получил известность как автор «Истории Санкт-Галленского монастыря» (лат. Casus sancti Galli), являющейся продолжением труда брата этой обители Ратперта начиная с 883 года и написанной между 1047 и 1053 годами, при аббате Норперте (1034—1072), вероятно, по его же заказу. В ней описываются события истории самого аббатства и в близлежащих землях до 972 года включительно. По мнению современных исследователей, хроника Эккехарда представляет собой по большей части компиляцию, составленную из легенд и анекдотов о выдающихся насельниках Санкт-Галленской обители. Написанная на средневековой латыни, включая характерные идиоматические выражения, она содержит немало ошибок в исторических фактах. Вместе с тем, ценность этой хроники велика, поскольку она даёт правдивое представление о быте средневековых монахов в целом, об их повседневных трудах и заслугах. Тенденциозность Эккехарда проявляется в его оценках церковно-преобразовательной деятельности императора Оттона I, аббата Райхенау Руодмана (972—985) и Гладбахского настоятеля Сандрада (972—986).
Хроника дошла до нас не менее чем в шести манускриптах XII—XVI веков из библиотеки Санкт-Галленского монастыря и впервые была напечатана в 1606 году во Франкфурте швейцарским гуманистом Мельхиором Гольдастом. В 1641 году её переиздал в Париже королевский историограф Андре Дюшен, а в 1661 и 1730 годах во Франкфурте выпущены были переиздания публикации Гольдаста. Комментированное академическое издание было подготовлено в 1909 году в Санкт-Галлене Иоганном Эгле.
Перу Эккехарда IV принадлежат также: сборник 59-ти духовных песнопений «Liber benedictionum» в честь подвижников Санкт-Галленского монастыря и по случаям различных церковных торжеств, часть из которых, вероятно, написаны его учителем Ноткером, также «Глоссы», «Benedictiones ad mensas» и др. сочинения. Практически все его поэтические произведения написаны гекзаметром в леонинском стиле, унаследованным у Ноткера Губастого.

## Издания
- Der Liber benedictionum Ekkeharts IV, nebst den kleinern Dichtungen aus dem Codex Sangallensis 393. Hrsg. von Johannes Egli // Mitteilungen zur vaterländischen Geschichte. — Band 31 (Neue Folge 4, Band 1). — St. Gallen, 1909.
- Ekkehardi IV. Casus Sancti Galli. St. Galler Klostergeschichten, hrsg. von Hans F. Haefele // Ausgewählte Quellen zur deutschen Geschichte des Mittelalters. Freiherr vom Stein-Gedächtnisausgabe. — Band 10. — Darmstadt, 1980. — ISBN 3-534-01417-0.
- История Галленского монастыря: [Фрагменты] / Пер. с лат. Т. И. Кузнецова // Памятники средневековой латинской литературы X—XII веков. — М.: Наука, 1972 (фрагмент).
- Эккехард. Истории монастыря Санкт-Галлен / Пер. с лат., ст. и комм. С. В. Иванова. — СПб.: Наука, 2023. — 312 с. — (Памятники исторической мысли). — ISBN 978-5-02-040474-8.